# Камна Горца
Камна Горца (на словенски: Kamna Gorca) е село в Словения, Савински регион, община Рогашка Слатина. Според Националната статистическа служба на Република Словения през 2002 г. селото има 92 жители.